# Monasterio de San Millán de la Cogolla
El monasterio de San Millán de la Cogolla es una institución religiosa fundada en el siglo VI d. C. por San Millán, situada en el municipio de San Millán de la Cogolla, en la comunidad autónoma de La Rioja. Está formado por la comunidad de monjes que continúan la tradición iniciada por el eremita Millán. Desde el siglo VI hasta nuestros días se han dado distintos tipos de vida monástica: eremitas, cenobio, monasterio visigodo dúplice con regla hispánica, monasterio mozárabe, monasterio benedictino, y en la actualidad convento de frailes de la Orden de Agustinos Recoletos.

## Cronología
Se conoce el documento de consagración del 959 y el de dedicación del 984. Fontaine (1978b: 229) y Puertas (1979: 38) defienden un origen visigodo. Heras y Núñez (1983: 31) opina que las bóvedas esquifadas pertenecerían a la nave de una iglesia visigoda transformada en época mozárabe y los cañones datarían de época de Sancho III, primer tercio del siglo XI. Lampérez (1907: 254) y Gómez Moreno (1919: 305) la consideran obra mozárabe desde su origen. Arbeiter y Noack (1999) aceptan la afiliación visigoda de algunos de los materiales hallados por Castillo (1975) y los vinculan a algunos tramos de sillería del edificio, pero no concretan cuáles. De época mozárabe, entre el 959 y el 984, serían los ámbitos con bóvedas y las dos naves. En el siglo XI, se prolongaría el edificio hacia el oeste. 
La lectura de paramentos de la iglesia (Caballero, 2002 y 2005) distingue varias obras, de las que mencionamos las tres primeras etapas:
1. Edificio premozárabe de sillería arenisca a soga tallada a cincel y trabada con mortero. Coincide en planta con el espacio norte-este hacia la jamba meridional del vano este del sur. Hacia el oeste, se extendería posiblemente hasta el pilar que marca la desviación de la iglesia hacia el norte. Se relaciona con la primera covacha.
2. Fase en la que se diferencian tres momentos: 2.1. Edificio mozárabe de dos espacios orientales cubiertos con bóvedas esquifadas y aula dividida en dos naves por una arquería de dos columnas centrales y dos pilares cruciformes compuestos (pilar y columna) en los extremos. También abiertas a las covachas en la roca. Se constata el adosamiento de unas habitaciones orientales adscritas a este momento. Sillería caliza tallada con azuela. 2.2 Incendio intencionado del edificio. Estratégicamente no contradice su tradicional adscripción a comienzos del siglo XI (Almanzor, 1002) 2.3. Reposición de las columnas de la arquería, apertura de un vano oriental en la cabecera meridional y adición de un pórtico meridional adosado y paralelo al aula.
3. Ampliación proto románica hacia el oeste con tres nuevos tramos de aula posiblemente abovedados. Principios del siglo XI.[1]

Ya en el XIV se encargó para el altar un retablo pintado, que hoy se exhibe en el Museo de Logroño.

## Dimensiones
L total ext. 18 m, A 10,8 m. Nave norte A 4 m, sur 4 m. L nave norte: tramo E 9 m, O 9,4 m. L nave sur: tramo E 9,6 m. O 8 m. Espacios orientales: N L 3,86, A 3,62 m; S L 3,61, A 3,58 m; muros 0,8 m; H int. 11 m, H impostas de las bóvedas 8,5 m. Pórtico L 12,12 m, A 4,6 m.

## Intervenciones
Ampliación occidental del aula en época románica. Torre moderna. Declarada Monumento Nacional en 1931. Las labores de restauración de F. Íñiguez en 1938 -41 implican la reconstrucción en ladrillo de las bóvedas de las naves románicas y el pórtico meridional. La excavación de A. Castillo desde 1970 a 1973 afectó a la necrópolis del exterior. Otras más recientes han sido efectuadas en el exterior.

## Descripción
Conjunto semi rupestre. Cuevas talladas en la roca y arquitectura de fábrica adosada la covacha más occidental está precedida por dos espacios cuadrados intercomunicados por un arco de herradura. Ambas se abren en su lado oeste a dos naves paralelas que discurren hacia occidente y se separan por una única arquería sobre grandes columnas. A la altura de la cuarta columna, las naves quiebran en sentido noroeste, siguiendo la fachada rupestre. Sillería caliza.

## Comentario
No hay huellas de mechinales ni de cimbras, las cuales posiblemente se sirvieron de la pronunciada cornisa y de andamios bajos en la construcción de las bóvedas. Para Lampérez (1907:251), las bóvedas nervadas son obra del siglo XII-XIII, en su situación las originales de cañón o aristas, pero la lectura de paramentos (Caballero y otros, 2002; e íd. , 2005) constata la unidad de esta zona desde la parte baja de los muros hasta la clave de las bóvedas, como ya defendió Gómez Moreno (1919:304). La ausencia de estribos y de una ruina de los muros , el aula evidenciaría la existencia de una cubierta original en madera.

## Patrimonio de la Humanidad

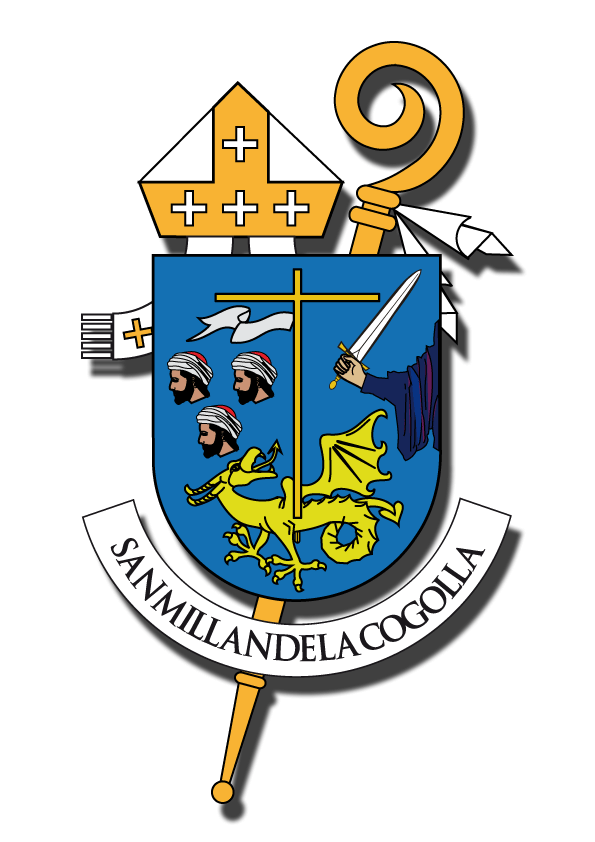
Escudo de la abadía de San Millán.

Esta continuidad monástica ha sido la primera razón por la que se le concedió el título de Patrimonio de la Humanidad en 1997. A esta razón se unen las culturales. San Millán ha sido considerado durante muchos años como «Cuna del Castellano», ya que en el Escritorio de San Millán se escribieron las Glosas Emilianenses, unos de los documentos más antiguos en los que aparecen textos del romance navarro-aragonés en su variedad riojana según algunos estudiosos —y del castellano con rasgos riojanos, según otros— además de contener los primeros textos no epigráficos en vascuence. En el mismo monasterio firma sus versos Gonzalo de Berceo, el primer poeta en castellano de nombre conocido. Dos son los lugares identificados por la Unesco dentro del Patrimonio Mundial:
| Código  | Nombre                                               | Coordenadas                                     |
| ------- | ---------------------------------------------------- | ----------------------------------------------- |
| 805-001 | Monasterio de Yuso y jardines de la cocina monástica | 42°19′33″N 2°51′54.18″O / 42.32583, -2.8650500  |
| 805-002 | Monasterio de Suso y lugares arqueológicos           | 42°19′45.8″N 2°52′21.7″O / 42.329389, -2.872694 |

## Los edificios de Suso y Yuso
Y al servicio de estos monjes distinguimos dos edificios. El más antiguo, en la parte alta de la montaña, llamado 'San Millán de Suso' (en castellano antiguo, suso quiere decir arriba) y 'San Millán de Yuso' (yuso quiere decir abajo). 

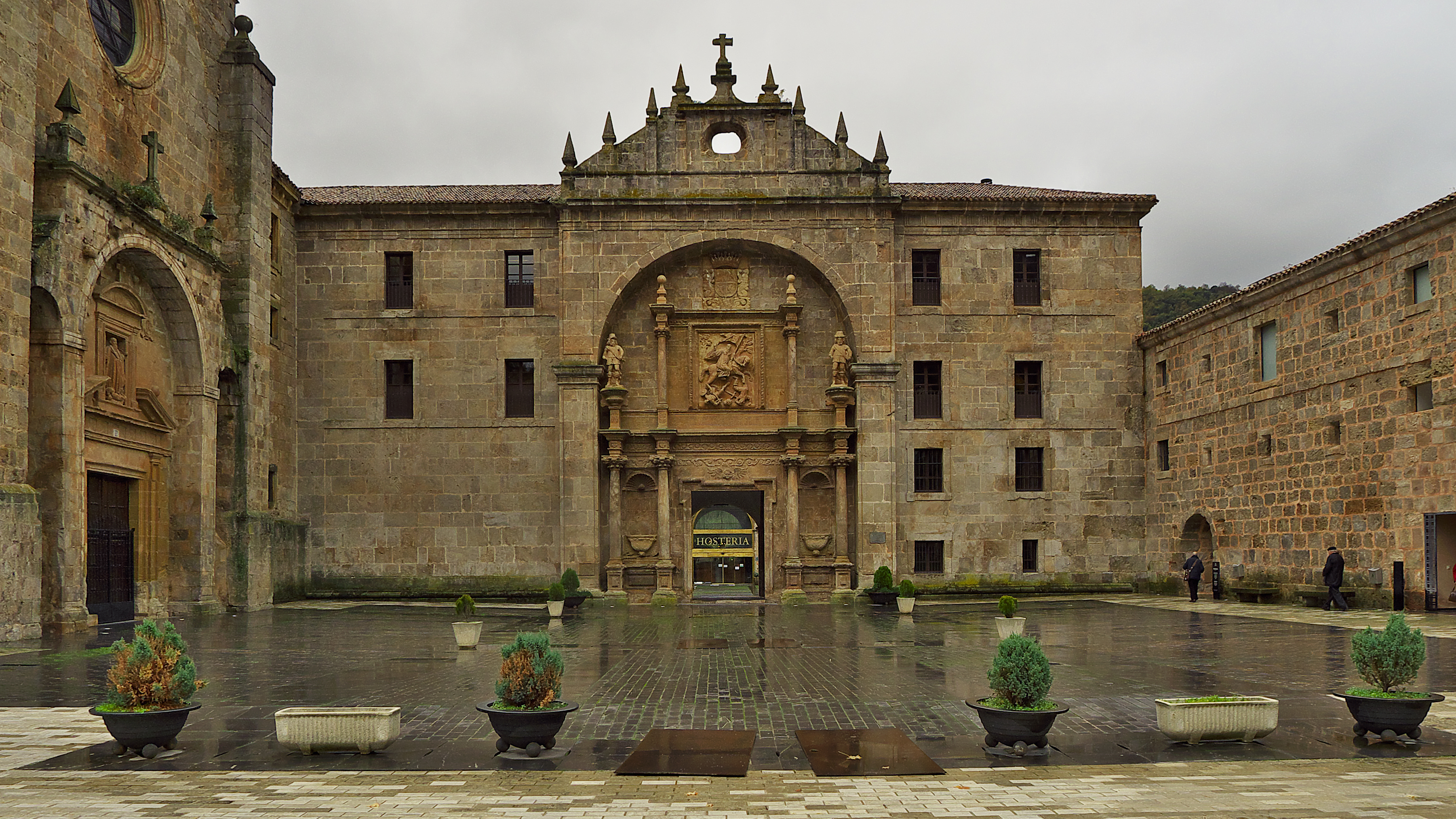
Monasterio de San Millán de Yuso. Entrada

Suso, el primero y primitivo que fue habitado por San Millán, se encuentra en medio de una exuberante vegetación, en la ladera de una colina muy desgastada que tiene como telón de fondo la Cogolla, llamada así por el perfil que ostenta parecido a un monje llevando cuculla (capa que usaban varias órdenes religiosas, que cubrían a la vez cuerpo y cabeza). En el fondo de la montaña están los dos niveles de cuevas habitadas por Millán y sus discípulos. A su alrededor se construye el actual edificio, donde encontramos testimonios de la época mozárabe, arcos de herradura, o románica: cenotafio de San Millán.
El segundo, Yuso, construido posteriormente, se sitúa más abajo y es de mayores dimensiones. Conocido como El Escorial de la Rioja, ocupa el lugar de un antiguo edificio románico que se derrumba totalmente en 1504 para construir el actual edificio, que se inició como una comunidad benedictina. Destaca en él la iglesia, el claustro, la sacristía barroca y el conjunto de biblioteca y archivo. En la actualidad, además de monasterio de frailes agustinos recoletos, es la sede del Centro internacional de Investigación de la Lengua Castellana.
En la actualidad el edificio de arriba, Suso, es propiedad del Estado y no vive nadie en él desde la desamortización de Mendizábal. El edificio de abajo, Yuso, está habitado por frailes agustinos recoletos.

## Gestión de visitas turísticas
Los monasterios son en la actualidad independientes, por lo que es necesario tramitar por separado las visitas.
Monasterio de Suso (arriba) 
Es necesario hacer una reserva en la Central de Reservas del Monasterio de Suso a través del teléfono o fax 941 373 082. La visita es guiada y dura unos 30 minutos. El acceso al monasterio está restringido y no se puede acceder con vehículo privado.
Monasterio de Yuso (abajo)
Información en el teléfono 941 373049 o en Web oficial de Yuso.